# Zuzana Bergrová

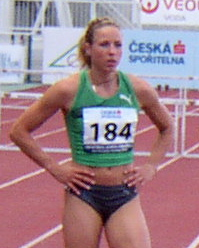
Zuzana Bergrová 2010

Zuzana Bergrová (* 24. November 1984 in Ústí nad Labem) ist eine tschechische Sprinterin und Hürdenläuferin.
2004 wurde sie nationale Meisterin im 400-Meter-Lauf. Danach wechselte sie zum 400-Meter-Hürdenlauf und wurde in dieser Disziplin 2007 und 2010 Tschechische Meisterin.
Bei den Europameisterschaften schied sie über 400 Meter Hürden 2006 in Göteborg im Vorlauf aus und erreichte 2010 in Barcelona das Halbfinale.
Ihr bislang größter internationaler Erfolg ist der Gewinn der Bronzemedaille mit der tschechischen Mannschaft bei den Hallenweltmeisterschaften 2010 in Doha in der 4-mal-400-Meter-Staffel. Bei den Weltmeisterschaften 2011 und den Olympischen Spielen 2012 wurde sie mit tschechischen Staffel jeweils Siebte.
Zuzana Bergrová wird von Martina Blažková trainiert und startet für den USK Praha.

## Persönliche Bestleistungen
- 400 m: 53,03 s, 27. Mai 2010,	Ostrava
  - Halle: 53,37 s, 16. Februar 2010, Wien
- 400 m Hürden: 55,96 s, 9. Juli 2010, Biberach
- Hochsprung (Halle): 1,83 m, 14. März 2008, Čejkovice u Hodonína